# NWA United States Tag Team Championship (Lightning One version)
Los NWA United States Tag Team Championship (Campeonatos de los Estados Unidos en Parejas de la NWA, en español) es un campeonato secundario en Parejas de lucha libre profesional creado y utilizado por la compañía estadounidense National Wrestling Alliance. Esta versión es la undécima versión del campeonato.

## Diseño del cinturón
Los cinturones actuales tienen un diseño similar a una versión de los títulos de Championship Wrestling de Florida. En la edición del 29 de octubre de 2022 de NWA USA, el presidente de la NWA, Billy Corgan, presentó nuevos cinturones, con un diseño similar a la versión de Detroit del Campeonato Peso Pesado de los Estados Unidos de la NWA. Pero Wrecking Ball Legursky de The Fixers se negó a intercambiar los cinturones del título con Corgan. Sin embargo el 31 de enero de 2023, durante la emisión de NWA Powerrr Live!, The Country Gentlemen derrotaron a The Fixers ganando los títulos con el nuevo diseño presentado por Corgan.

## Campeones

### Lista de campeones
† indica cambios no reconocidos por la National Wrestling Alliance
| N.º | Campeones                                                   | Fecha                                          | Evento                              | Ubicación               | Reinado | Días | Notas y referencias |
| --- | ----------------------------------------------------------- | ---------------------------------------------- | ----------------------------------- | ----------------------- | ------- | ---- | --- |
| N.º | Campeones                                                   | National Wrestling Alliance/Lightning One Inc. |                                     |                         |         |      | Notas y referencias |
| 1   | The Fixers (Jay Bradley (1) & Wrecking Ball Legursky (1))   | 28 de agosto de 2022                           | NWA 74th Anniversary Show - Noche 2 | San Luis, Misuri        | 1       | 156  | The Fixers ganaron un 12 Team Battle Royal por los títulos. |
| 2   | The Country Gentlemen (AJ Cazana (1) & Anthony Andrews (1)) | 31 de enero de 2023                            | Powerrr Live!                       | Knoxville, Tennessee    | 1       | 208  | [ 5 ] |
| 3   | Daisy Kill (1) & Talos (1)                                  | 27 de agosto de 2023                           | NWA 75th Anniversary Show - Noche 2 | San Luis, Misuri        | 1       | 62   | [ 6 ] |
| 4   | The Immortals (JR Kratos (1) & Odinson (1))                 | 28 de octubre de 2023                          | NWA Samhain                         | Cleveland, Ohio         | 1       | 157  | [ 7 ] |
| —   | Vacante                                                     | 2 de marzo de 2024                             | Hard Times 4                        | Dothan, Alabama         | —       | —    | The Immortals dejaron vacantes los títulos para poder competir por los Campeonatos Mundiales en Parejas de NWA en el evento. Emitido el 19 de marzo.                                         |
| 5   | Daisy Kill (2) & Talos (2)                                  | 13 de abril de 2024                            | Powerrr                             | Tampa, Florida          | 2       | 140  | Derrotaron a The Fixers (Jay Bradley & Wrecking Ball Legursky) en la Final de un Torneo para ganar los títulos vacantes. Emitido el 30 de julio.                                             |
| 6   | The Country Gentlemen (AJ Cazana (2) & KC Cazana (1))       | 31 de agosto de 2024                           | NWA 76th Anniversary Show           | Filadelfia, Pensilvania | 2       | 203  | Derrotaron a Daisy Kill & Talos, The Slimeballz (Sage Chantz & Tommy Rant) y a The Fixers (Jay Bradley & Wrecking Ball Legursky). Emitido el 22 de octubre de 2025 en Power vía X (Twitter). |
| 7   | The Southern Six (Alex Taylor (1) & Kerry Morton (1))       | 22 de marzo de 2025                            | NWA Hard Times V                    | Dothan, Alabama         | 1       | 133+ | Emitido en el episodio de NWA Powerrr del 24 de junio de 2025 transmitido por X (Twitter).                                                                                                   |

### Total de días con el título
La siguiente lista muestra el total de días que una equipo o una luchadora ha poseído el campeonato, si se suman todos los reinados que posee. Actualizado a la fecha del 2 de agosto de 2025.

#### Por equipos
| + | Indica a los campeones actuales. |

| N.º | Campeones                                          | Reinados | Días totales |
| --- | -------------------------------------------------- | -------- | ------------ |
| 1   | The Country Gentlemen (AJ Cazana & Anthony Andrew) | 1        | 208          |
| 2   | The Country Gentlemen (AJ Cazana & KC Cazana)      | 1        | 203          |
| 3   | Daisy Kill & Talos                                 | 2        | 202          |
| 4   | The Immortals (JR Kratos & Odinson)                | 1        | 157          |
| 5   | The Fixers (Jay Bradley & Wrecking Ball Legursky)  | 1        | 156          |
| 6   | The Southern Six (Kerry Morton & Alex Taylor)      | 1        | 133+         |

#### Por luchador
| + | Indica a los campeones actuales. |

| N.º | Campeones              | Reinados | Días totales |
| --- | ---------------------- | -------- | ------------ |
| 1   | AJ Cazana              | 2        | 411          |
| 2   | Anthony Andrews        | 1        | 208          |
| 3   | KC Cazana              | 1        | 203          |
| 4   | Daisy Kill             | 2        | 202          |
| 4   | Talos                  | 2        | 202          |
| 6   | JR Kratos              | 1        | 157          |
| 6   | Odinson                | 1        | 157          |
| 8   | Jay Bradley            | 1        | 156          |
| 8   | Wrecking Ball Legursky | 1        | 156          |
| 10  | Alex Taylor            | 1        | 133+         |
| 10  | Kerry Morton           | 1        | 133+         |

### Mayor cantidad de reinados

#### Por equipos
| Reinados | Equipo                                    |
| -------- | ----------------------------------------- |
| 2 veces  | Daisy Kill & Talos, The Country Gentlemen |

#### Por luchador
| Reinados | Luchador (es)                           |
| -------- | --------------------------------------- |
| 2 veces  | Daisy Kill, Talos, AJ Cazana, KC Cazana |